# الرومانسية في فرنسا

إستنساخ لوحة بأسلوب الرومانسية ؛ يصور مسرح الحرب خلال ثورة يوليو الفرنسية (28 يوليو 1830) ، في وسط إلهة الحرية مع الالوان الثلاثة الفرنسية في اليد اليمنى المرفوعة.

الرومانسية هي حركة أدبية وفنية ظهرت في فرنسا أواخر القرن الثامن عشر، كرد فعل على الطابع الرسمي والقواعد الصارمة للأسلوب الرسمي الخاص بالكلاسيكية الجديدة. وصلت الحركة إلى ذروتها في الجزء الأول من القرن التاسع عشر، في كتابات فرانسوا رينيه دو شاتوبريان وفيكتور هوغو وفي شعر ألفرد دو فيغني ولوحات ديلاكروا وموسيقا هيكتور بيرليوز، ولاحقًا في الهندسة المعمارية لتشارلز غارنييه. حل محلها تدريجيًا بدءًا من أواخر القرن التاسع عشر حركات الفن الجديد والواقعية والحداثة.

## الرسم
سُمي الرسم الرومانسي الفرنسي أحيانًا «الرومانسية المسرحية». اعتمد بشكل أقل على التعبير عن الأفكار الفلسفية منه على تحقيق تأثيرات باهظة، مع الاستخدام الدرامي للون والحركة. كانت الأشكال التي اكتظ بها قماش اللوحة ملتفة أو ممدودة، في الوقت الذي كانت فيه الخطوط مبهمة أحيانًا. كانت المواقع المختارة للرسم خارجة عن المألوف في معظم الأوقات وعادة ما اختيرت في مصر أو في الإمبراطورية التركية.
كان هوبير روبرت أحد أبرز الشخصيات المعروفة في الرسم الرومانسي الفرنسي، اشتُهر بلوحاته التصويرية التي رسمها بأسلوب كابريتشي مصورًا أطلال حقيقية أو متخيلة في إيطاليا وفرنسا. شملت هذه اللوحات وجهة نظره لما سيبدو عليه معرض اللوفر الكبير وهو منهار ومغطى بالكرمة.
كان آن لوي غيرودي واحدًا من أوائل الرسامين المهمين في الرومانسية الفرنسية، وهو تلميذ لجاك لويس دافيد. أُعجب نابليون بعمله إلى حد كبير، فقد رسم أرواح الأبطال الفرنسيين الذي لقوا حتفهم في حروب الحرية، يستقبلهم أوسيان (1802)، بشكل خاص من أجل الصالون الرئيسي لمنزل نابليون في مالمايسون. أبرزت اللوحة الإضاءة الغامضة والرموز والأشكال الأسطورية والتأثيرات المسرحية التي شكلت مواضيع رومانسية متكررة.
كان ثيودور غيريكو (1791- 1824) أول رسام رائد في الرومانسية الفرنسية. اشتهر بسبب لوحته تشاسورس التي رسم فيها صيادًا من الحرس الوطني لنابليون. مع ذلك كانت طوافة قنديل البحر (1818- 1819) أكثر أعماله شهرة، وهي لوحة مستندة على حادثة حقيقية، يظهر فيها مجموعة من الناجين من حطام سفينة على طوف، وهم يلوحون بيأس عسى أن تلاحظهم سفينة بعيدة. رسم ثيودور العمل بكثير من الواقعية بعد قيامه بالعديد من الدراسات، ليصور بأكثر الأشكال درامية مزيجًا من اليأس وفقدان الأمل لدى المسافرين. يُعد أوجين ديلاكروا (1798- 1836) الرسام الفرنسي الذي يرتبط اسمه بشكل متكرر بالرومانسية. حاول ديلاكروا الالتحاق بأكاديمية الفنون الجميلة سبع مرات دون نجاح، ليدخلها بعد ذلك بدعم سياسي من وزير الشؤون الخارجية في عهد نابليون، تاليران. كان شكسبير ولورد بايرون مؤلفي ديلاكروا المفضلين، وقد سعى بوضوح إلى تصوير المأساة. قدم ديلاكروا تباينًا دراماتيكيًا للحركة والعنف والعري ضمن بيئة غريبة في لوحته موت ساردنابالوس (1827)، وهو موضوع مستوحى من لورد بايرون.
كان عمل ديلاكروا مثالًا على ميل آخر للرومانسية، واستخدام البيئة الغريبة في الرومانسية الفرنسية، التي كانت عادة مصر أو الشرق الأوسط. عُرف بسبب لوحته الحرية تقود الشعب (1830) التي تُعرض في صالون عام 1831، وهي مستوحاة من مشهد القتال خارج قصر بلدية باريس خلال ثورة يوليو عام 1830. تظهر في اللوحة الحرية وهي عبارة عن شخصية نصف عارية، حاملة العمل والمحاطة بمشاهد العنف والقتل إلى جانب صبي يرفع مسدس كبير جدًا مقارنة بيديه وهو ما شكل شيئًا جديدًا ودراماتيكيًا.

## الرسم الرومانسي اللاحق
احتفظ الرسم الرومانسي اللاحق بالمحتوى الرومانسي، لكنه جاء أكثر دقة وواقعية بشكل عام، مما يتكيف مع مطالب الأكاديمية الفرنسية. شملت الشخصيات المهمة في الرسم الفرنسي اللاحق كلًا من تشارلز غليري (1806- 1874) المولود في سويسرا والذي تخصص بالمشاهد الأسطورية والمستشرقة. رسم بأسلوب أكثر واقعية وبألوان أشحب مقارنة بالرومانسيين السابقين، لكن أعماله كانت مفعمة بالغرابة. اشتهر كمدرس وأصبح بعض من طلابه في وقت لاحق روادًا في أساليب مختلفة جدًا، منهم كلود مونييه وبيير آغوست رينوار وألفريد سيسلي وجيمس أبوت ماكنيل ويسلر.
كان توماس كوتور رائدًا آخر من رواد الرسم الرومانسي، فقد جمع بين اللوحة الرومانسية والتاريخية. تعج لوحته الأكثر شهرة الرومان في انحطاطهم (1847)، وهي لوحة ضخمة يقارب طولها ثمانية أمتار وعرضها خمسة أمتار، بمشاهد لزمن الانحطاط. عمل توماس كمدرس في مدرسة الفنون الجميلة، وكما غليري درس عددًا من الرسامين اللاحقين المشهورين، من بينهم إدوارد مانيه وهنري فانتين لاتور وبيير بوفيس دو تشافانس. تظهر في وسط اللوحة امرأة مستلقية تنظر بيأس، محاطة بكل الرذائل المحتملة التي عاشتها روما، تحيط بها تماثيل لأبطال رومانيين قديمين يستذكرون العصر الكلاسيكي الأكثر فضيلة.

## النحت
كان فرانسوا رودي (1784- 1855) النحات الرائد للحركة الرومانسية في فرنسا، أنجز عمله الأكثر شهرة مغادرة المتطوعين على واجهة قوس النصر في باريس (1833- 1836)، في ذروة الحركة الرومانسية مصورًا بشكل حي شغف وغضب المتطوعين الذين خرجوا من باريس عام 1792 للدفاع عن الثورة الفرنسية. كانت زوجة رود الرسامة صوفي فريميت، هي العارضة التي استخدمها من أجل منحوتة عبقرية الحرية فوق المنحوتات الأخرى فاردة جناحيها ورافعةً يدها وموجهة سيفها إلى الأمام. 
يُعد عمله نابليون يستيقظ إلى الخلود (1845- 1847)، جديرًا بالذكر أيَضًا. يُظهر العمل نابليون وهو يخرج من كفنه بالزي الرسمي مع تاج من الغار فوق رأسه، ويبدو وكأنه يطفو صعودًا فوق قاعدة التمثال الصخرية وجسم النسر.

## الأدب
نشر ألفيكونت دو شاتوبريان عام 1802 عبقرية المسيحية، وهو في الرابعة والثلاثين من عمره، واصفًا الدور الذي يجب أن يلعبه الدين في السياسة والأدب والفنون. عينه نابليون على أثر نجاح عمله هذا أمين سفارته في روما. حقق ألفيكونت نجاحًا أدبيًا آخر في عام 1809 مع روايته الشهداء. أثرت أعماله بشكل كبير على جيل الكتاب الذين تبعوه.
وصل الأدب الرومانسي نقطة مهمة عام 1848 مع نشر رواية غادة الكاميليا، إحدى روايات ألكسندر دوماس فيلس. تحولت الرواية إلى مسرحية ناجحة للغاية، ثم إلى واحدة من أكثر عروض الأوبرا نجاحًا عبر العصور، بعنوان لا ترافياتا من تأليف جوزيبي فيردي (1853).
كان بروسبير ميريمير شخصية مهمة أخرى في الحركة الرومانسية. تحولت روايته القصيرة كارمن التي نُشرت عام 1845، إلى أوبرا ناجحة للغاية على يد جورج بيزيه.
سيطر عمل الشعراء ألفونس دو لامارتين وألفريد دو فيغني وفيكتور هوغو وألفريد دو موسيه على الشعر الرومانسي. وصلت فترة الشعر الرومانسية ذروتها في أربعينيات القرن التاسع عشر، وغالبًا ما تُعتبر وفاة فيكتور هوغو عام 1885 نهاية الحركة في الشعر. مع ذلك، استمرت الحركة على يد آخرين خاصة شارل بودلير وتيوفيل غوتيه وجيرار دو نيرفال وبول فيرلين حتى نهاية القرن.
أعطى الشاعر ألفريد دو موسيه تعريفًا رومانسيًا مميزًا للرومانسية: «الرومانسية هي النجم الذي يبكي والريح التي تصرخ والليل الذي يرتعش والزهرة التي تهب عطرها والطائر الذي يطير...إنها اللانهاية والسماوات، الدفء والانكسار والاتزان وحتى الآن وفي نفس الوقت السهولة والجولة والشكل الألماسي والهرمي والحيوية وضبط النفس والاحتضان والاضطراب».